# Letiště Malpensa
Letiště Milán Malpensa (IATA: MXP, ICAO: LIMC) (italsky: Aeroporto di Milano-Malpensa) je mezinárodní letiště, které se nachází v provincii Varese poblíž obce Ferno nedaleko Milána v Itálii. Je jedním ze tří hlavních letišť v okolí Milána (Malpensa, Linate a Orio al Serio) a po římském Fiumicinu druhým nejrušnějším v zemi. Je vzdáleno 49 kilometrů od centra Milána, je s ním propojené dálnicí a železničním spojením Malpensa Express. Vzniklo v roce 1948. Má dva terminály: T1 pro komerční lety a T2 pro charterové a nízkonákladové společnosti.
V roce 2018 odbavilo 24 725 490 cestujících a bylo tak 25 nejrušnější v Evropě. Do roku 2008 bylo leteckou základnou pro aerolinie Alitalia. Následně se stalo hubem pro Air Italy, Ernest Airlines, Cargolux Italia, FedEx Express a je tzv. focus city pro Alitalia, Blue Panorama Airlines, EasyJet Europe, Neos a Ryanair.